# Georg Kaiser
Georg Kaiser (Magdeburg, 1878. november 25. – Ascona, 1945. június 4.) német színműíró.

## Életútja
Atyja kereskedő. Gimnáziumot végzett, kereskedő volt Buenos Airesben, egy lovagláson meghűlt, megbetegedett, s vissza kellett térnie Németországba, ahol nyolc évig maláriás beteg volt. Nagyon nehezen érvényesült és csak azután, hogy Ibsen és Strindberg hatását végképpen levetette magáról. A háború alatt Dél-Amerikában hagyott vagyonát elvesztette és ezután csak az irodalomból élt. Gerhart Hauptmann után ő volt a német drámairodalom legszámottevőbb alakja. Egy évtized alatt legalább huszonöt darabot irt, amelyek úgy formára, mint értékre meglehetősen különböznek egymástól, amiből arra lehet következtetni, hogy Kaiser rendkívül sokoldalú, rendkívül mozgékony, széles érdeklődésű egyéniség, aki azonban még nem találta meg a maga irányát. Sternheim hatása alatt készült és nálunk is bemutatott Reggeltől éjfélig című drámája (Várszínház, 1923. dec. 7.). Azután egy sereg fantasztikus játék következett, amelyek mithikus és mondai tárgyakat dolgoztak fel. Nagy színpadi sikere volt, a raffinált és idegcsigázó technikával megépített Frauenopfer és a nálunk is bemutatott Brand im Opernhause (Tűzvész az Operaházban c. alatt Forgács Rózsi Kamaraszínháza bemutatta 1923. dec. 23-án.). Közben ismét történelmi témák izgatták Kaisert. Megírta az Alkibiadest és a Gille und Jeanne című orleans-i szűz-drámát és a technikai bravúrral felépített Nebeneinanderben első kísérleteinek bűnügyi romantikájához tért vissza. 1924. november 14-én a Magyar Színházban bemutatták Az elcserélt gyermek c. drámáját. (Ford. Karinthy Frigyes.)

## Magyarul
- Az elcserélt gyermek, vagy A grófnő titka. (Kolportage). Moziregény; ford. Karinthy Frigyes; Marton, Bp., 1924 (Marton Sándor színpadi kiadóvállalat könyvtára)
- Kétféle nyakkendő; ford. Viola József; in: Három német vígjáték; Orpheusz, Bp., 2003